# Laval-fúvóka

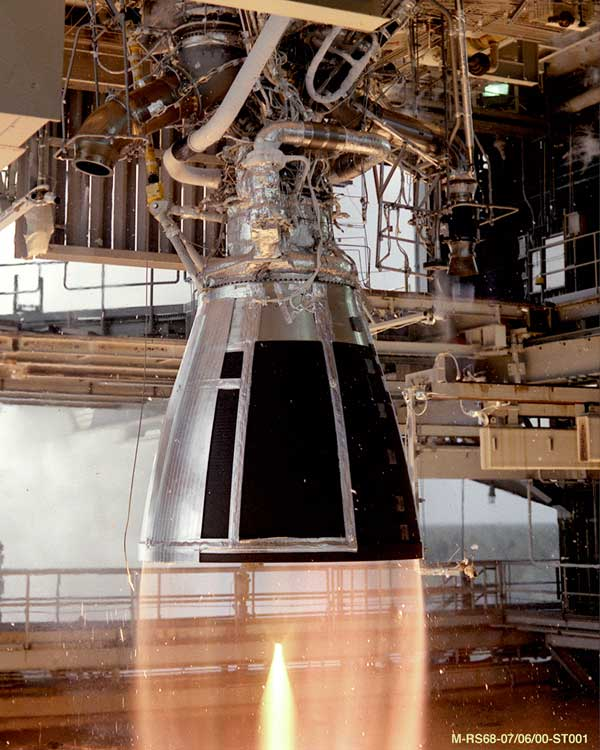
RS-68 rakétamotor a próbapadon

A sebesség (v), a hőmérséklet (T) és a nyomás (p) változása a fúvóka mentén

A Laval-fúvóka egy középső részén összeszűkülő, homokóra-üveg formát felvevő csőszakasz. Arra használják, hogy összenyomható gáz áramlási sebességét megnöveljék. Bizonyos típusait széles körben használják gőzturbinákban és fontos része a modern rakétahajtóművelnek.
A fúvókát Gustaf de Laval svéd mérnök találta fel a 19. században és használta először forradalmian új gőzturbinájában. Kis sebességeknél a gáz az összenyomhatatlan folyadékokhoz hasonlóan viselkedik. Ilyenkor az áramlási sebesség növelésére csökkenő keresztmetszetű fúvókát kell használni, ahogy ez a folytonosság törvényéből következik. Az áramlási sebesség és a nyomás közötti összefüggést Bernoulli törvénye írja le. Ha a sebességet növeljük, a gáz összenyomhatóságát annál is kevésbé lehet már elhanyagolni, minél jobban megközelíti a hangsebességet (minél nagyobb a Mach-szám). Ekkor is igaz azonban, hogy a keresztmetszet szűkítésével nő az áramlási sebesség, de az összefüggéseket már az energia egyenlettel lehet követni.  A gáz állapotváltozása a Laval-fúvókában történő áramlása során jó közelítéssel izentropikus (a gáz entrópiája közel állandó) és adiabatikus (a hőveszteség vagy -nyereség a környezet felé közel zéró). Amint azonban a gáz áramlási sebessége eléri a hangsebességet, további sebességnövekedést csak a keresztmetszet újbóli bővülésével lehet elérni. Ennek oka a gáz rohamosan növekvő térfogatában keresendő.
Szubszonikus áramlás esetén ha az áramlást meghatározó mennyiségekben valami változás áll be (például lecsökken a fúvóka utáni nyomás), ez a gázon tovafutó hang, azaz egy kis nyomáshullám formájában terjed tovább és az egész áramlás átáll az új feltételeknek megfelelően. Ha a fúvóka előtti és utáni nyomás viszonyát növelik, egy meghatározott érték elérésekor a fúvóka „torka” közelében, ahol a keresztmetszet a legkisebb, a gázsebesség helyileg transzszonikus lesz (a sebesség eléri a hang sebességét, a Mach-szám = 1,0). Ennél a pontnál a fúvóka utáni változás nem képes visszahatni a torok előtti áramlásra, mert a hanghullámok nem képesek visszafelé haladni, mivel a gázsebesség nagyobb a hangénál, azaz a gáz sebessége szuperszonikus (Mach-szám > 1,0). Ezért az időegység alatt kiáramló gázmennyiség az ellennyomás csökkenése ellenére is állandó marad. Ha a torok után a keresztmetszet ismét bővül, a gáz kitágulhat, az expanzió felgyorsítja a gáz kiáramlási sebességét.

## Gáz áramlása fúvókában
Az összenyomható ideális gázra a kinetikus energia és az entalpia összege az energiamegmaradás törvényéből következően állandó. Így egy tartályból kiáramló gázra írható:
{\displaystyle h_{b}+{\frac {v_{b}^{2}}{2}}=h_{t}+{\frac {v_{t}^{2}}{2}}},
ahol 
{\displaystyle h} a gáz entalpiája,
{\displaystyle v} a gáz sebessége,
{\displaystyle b} a belépésnél mért mennyiségek indexe,
{\displaystyle t} a fúvóka egy tetszőleges pontján mért mennyiségek indexe.
Mivel a gáz belépésnél mérhető mozgási energiája elhanyagolható a kilépő gázéhoz képest, közelítőleg írható:
{\displaystyle v_{t}={\sqrt {2(h_{b}-h_{t})}}={\sqrt {2\Delta h_{t}}}}

A Ψ kiáramlási függvény változása a nyomásviszonnyal

Felhasználva azt, hogy ideális gázok entalpiája kifejezhető az abszolút hőmérséklettel és az állandó nyomás melletti fajhővel:
{\displaystyle \Delta h_{t}=c_{p}(T_{b}-T_{T})},
valamint az R egyetemes gázállandó és a κ adiabatikus kitevő alábbi összefüggéseit:
{\displaystyle R=c_{p}-c_{v}} = 8314,5 J/(kmol·K)
és
{\displaystyle \kappa ={\frac {c_{p}}{c_{v}}}}
a gáz sebességére a fúvóka egy tetszőleges pontján a következő összefüggés kapható:
{\displaystyle v_{t}={\sqrt {2{\frac {\kappa }{\kappa -1}}\cdot {\frac {p_{b}}{\rho _{b}}}\left[1-{\left({\frac {p_{t}}{p_{b}}}\right)}^{\frac {\kappa -1}{\kappa }}\right]}}}
A gáz egységnyi idő alatt átáramló tömege:
{\displaystyle q=A_{t}\Psi {\sqrt {2p_{b}\rho _{b}}}}
ahol
{\displaystyle A_{t}} a fúvóka keresztmetszete,
{\displaystyle \rho _{b}} a gáz sűrűsége a belépésnél,
{\displaystyle \Psi } pedig a kiáramlási függvény, melynek változását a mellékelt diagram mutatja. A grafikonnak a szaggatott vonallal jelölt része nem érvényes a tapasztalatok tanúsága szerint.
A kritikus nyomásviszony vagy Laval-nyomásviszony:
{\displaystyle \left({\frac {p_{t}}{p_{b}}}\right)_{krit}=\left({\frac {2}{\kappa +1}}\right)^{\frac {\kappa }{\kappa -1}}}
Levezethető a gázegyenletekből némi átalakítás után, hogy a kritikus nyomásviszony helyén a kiáramló gáz sebessége éppen a hangsebességgel egyenlő.
Laval észrevette, hogy a kiáramlási sebesség csak úgy növelhető, ha attól a helytől kezdve, ahol a fúvókában a gáz sebessége eléri a hangsebességet, a keresztmetszetet fokozatosan növeli.

A közeg sebessége és nyomása a Laval fúvóka mentén az ellennyomás változásának függvényéban

## A Laval-fúvóka üzeme
Megadott pb beömlő és pt ellennyomásra és adott tömegáramra meghatározható a gázegyenletek és a folytonosság alapján a fúvóka kiömlő keresztmetszete. A legnagyobb kiömlő sebességet adott beömlő nyomás esetén akkor lehet elérni, ha a kiömlés vákuumba történik (pt=0), azonban ilyen állapot gyakorlatilag nem elérhető, mivel a kiömlő keresztmetszetnek végtelen nagynak kellene lennie.
Ha a Laval-fúvóka a tervezési nyomások mellett üzemel, akkor a nyomás és sebesség lefolyása a fúvóka hossza mentén a diagram piros görbéje szerint alakul. A fúvóka torokkeresztmetszetében (a legszűkebb helyen) kialakul a hangsebesség, majd a sebesség tovább nő a kilépésig. Ha az ellennyomás csak kicsivel kisebb a beömlésnél mérhető nyomásnál, a két érték a kék görbe szerint alakul, a nyomás nem éri el a kritikus értéket a toroknál és a hangsebesség sem alakul ki. A zöld görbe azt az esetet mutatja, ha az ellennyomás a tervezett értéknél magasabb, de a toroknál már fellép a hangsebesség (M=1). Ekkor a görbe egy darabig a piros görbével együtt halad, majd egy ponton hirtelen nyomásnövekedés figyelhető meg.
A fekete görbe azt a határesetet mutatja, melynél az ellennyomás éppen akkora, hogy a toroknál a hangsebesség kialakul. Nincs ábrázolva az az eset, amikor az ellennyomás a tervezettnél is kisebb, ekkor a kilépésig a piros görbe érvényes, a kilépés után hirtelen expanzió lép fel.
Egy űrrakéta esetén mindezek a tervezett és attól eltérő üzemviszonyok előállnak, hiszen előrehaladása során a levegő nyomása állandóan csökken. Indításnál a levegő nyomása (a kilépési nyomás) a tervezettnél nagyobb, így a folyamat a zöld görbe szerint zajlik: a kiömlési sebesség az optimálishoz képest kisebb, az áramlás a fúvóka belsejében leválik és nyomáslökéssel lép ki. 
Amint a rakéta emelkedik, a légköri nyomás csökken, így a kilépő gázsebesség nő, a rakéta tolóereje növekszik. Ha a rakéta olyan magasságba emelkedik, ahol a levegő nyomása már kisebb a tervezettnél, a fúvókából kiáramló gáz hirtelen expanzióval távozik a fúvókából.
A valóságos fúvókák viselkedése a számítotthoz képest eltér. Egyrészt a gáz belső súrlódása és a környezet felé leadott hője módosítja az energiaegyenlet egyszerű összefüggését, másrészt a fúvóka keresztmetszetének bővülése miatt az áramlás térbeli voltát nem lehet elhanyagolni. Hogy ennek hatását csökkentsék, a rakétahajtóművek fúvókáinak kúposságát a kilépés felé igyekeznek csökkenteni, mert a gáz sebesség radiális komponense nem járul hozzá a tolóerő növeléséhez, így veszteségnek számít.

## Alkalmazás

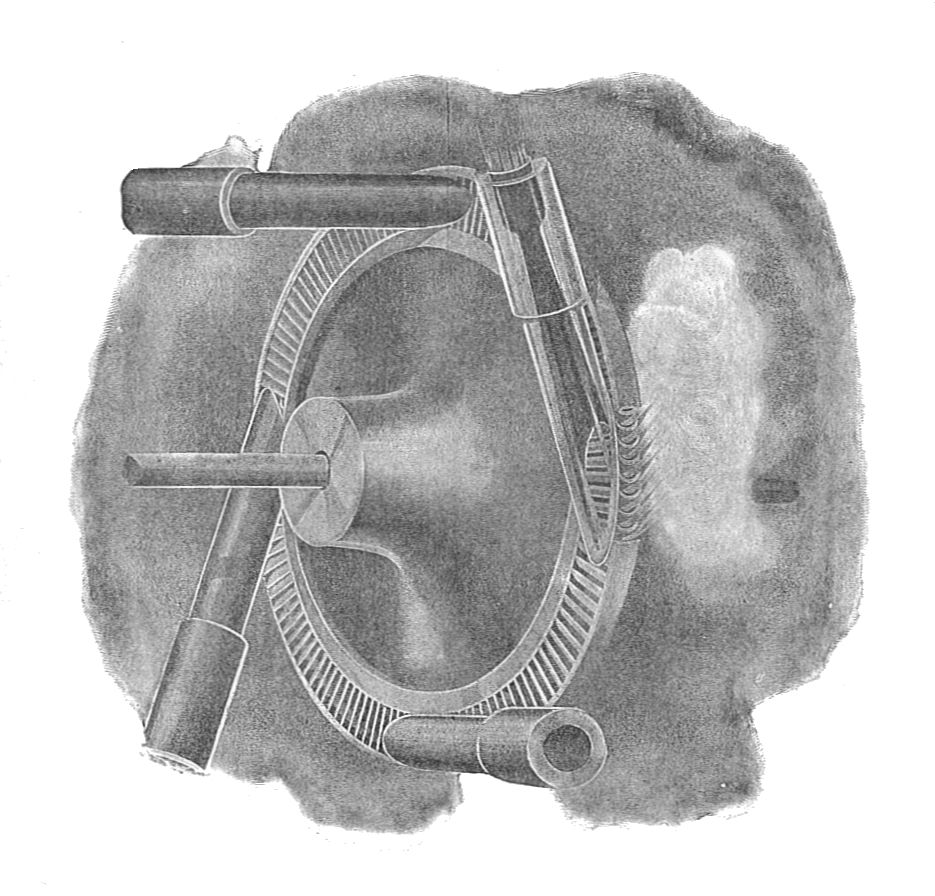
Laval-turbina vázlata

A Laval-fúvókát feltalálója először az első gőzturbinákban alkalmazta. Laval akciós turbinát szerkesztett, melyeknél a vízgőz entalpiáját teljes egészében mozgási energiává alakította, sebessége meghaladta a hangsebességet, ezért volt szükség szűkülő-bövülő fúvóka beépítésére. Hasonló célokra ma is használják megoldását.
A rakétamotorok annál hatékonyabbak, minél nagyobb sebességre tudják gyorsítani a kiáramló égéstermékeket. Ezért minden rakéta egyik legfontosabb alkatrésze a Laval-fúvóka.
Legyen egy rakéta Laval-fúvókáján átáramló forró levegő kezdeti nyomása 6,9 MPa, a hőmérséklete 1470 K és a kilépésnél a nyomás 0,1 MPa, ekkor a torokban a nyomás 3,7 MPa, a hőmérséklet 1269 K, a kilépési hőmérséklet pedig 502 K lesz. Az expanziós viszony, vagyis a kilépési keresztmetszet és a torok keresztmetszetének hányadosa 6,8. A fajlagos impulzus ekkor 151 s (1480 N·s/kg).
Különböző hajtóanyagú rakétahajtóművek jellemző {\displaystyle ~v_{t}} kilépő sebessége:
- 1,7 - 2,9 km/s egykomponensű folyékony hajtóanyagnál
- 2,9 - 4,5 km/s kétkomponensű folyékony hajtóanyagnál
- 2,1 - 3,2 km/s szilárd hajtóanyagnál